# Ivan Prlić
Ivan Prlić (Sovići kraj Gruda, 8. studenoga 1951. – 1972.?), bio je hrvatski politički emigrant i revolucionar.
Bio je članom Hrvatskog revolucionarnog bratstva koji je bio u Bugojanskoj skupini.
U borbi s jugoslavenskim vlastima je zarobljen 26. ili 27. srpnja 1972. godine. Nije točno poznata njegova točna sudbina, no smatra se da je vrlo vjerojatno smaknut 1972. godine. 